# Фрања Бенђик
Фрања Бенђик (чеш. František Bendržih) био је један од оснивача војне ветеринарске службе у Србији, поријеклом Чех.
Године 1871. организује Школу за војне марвено-лекарске помоћнике. Од 1882. се зове Нижа војна ветеринарска школа. Бенђик прави прве прописе за ветеринарску службу у српској војсци.
Током српско-турских ратова 1876-1878. и српско-бугарског рата 1885. на положају је главног марвеног љекара и представник је ветеринарске службе код Врховне команде.